# 塔尔诺斯
塔尔诺斯（法語：Tarnos，法語發音：[taʁnɔs] ⓘ）是法国朗德省的一个市镇，位于该省西南部，和大西洋比利牛斯省接壤，属于达克斯区。

## 地名
该地名“Tarnos”发音为[taʁnɔs]，字母“s”发音，《世界地名翻译大辞典》与《世界地名译名词典》将其误译作“塔尔诺”。

## 地理
塔尔诺斯（43°32'26"N, 1°27'41"W）面积26.26 平方千米，位于法国新阿基坦大区朗德省，该省份为法国西南部沿海省份，是法國本土面积第二大的省，北起吉倫特省，西临大西洋，南至大西洋比利牛斯省，东临热尔省，东北与洛特-加龍省接壤。
与塔尔诺斯接壤的市镇（或旧市镇、城区）包括：翁德尔、圣马丹德塞尼昂、昂格莱特、巴约讷、布科、拉翁斯。
塔尔诺斯的时区为UTC+01:00、UTC+02:00（夏令时）。

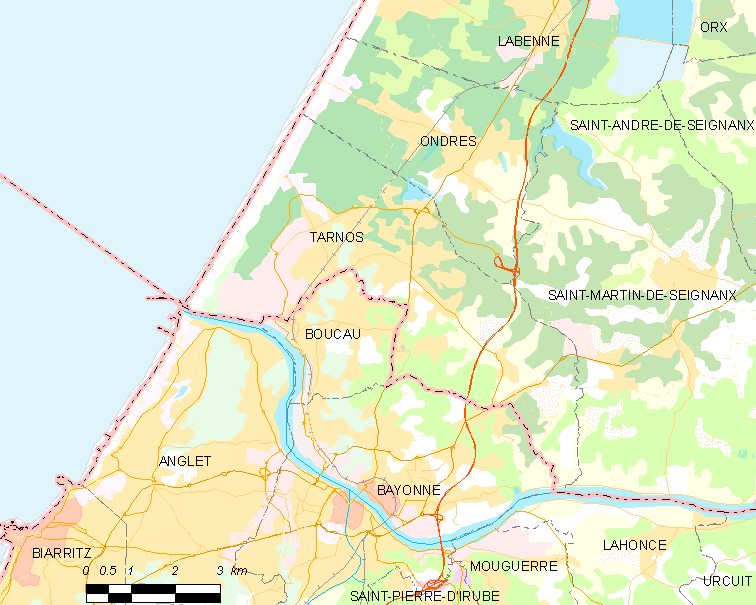
塔尔诺斯的OSM定位图

## 行政
塔尔诺斯的邮政编码为40220，INSEE市镇编码为40312。

## 政治
塔尔诺斯所属的省级选区为塞尼昂县。

## 人口

1962-2008年间塔尔诺斯人口变化图示

塔尔诺斯于2022年1月1日时的人口数量为12900人。